# Leichtathletik-Europameisterschaften 2006/Teilnehmer (Albanien)
Albanien nahm mit vier Sportlern an den Leichtathletik-Europameisterschaften 2006 (7. bis 13. August in Göteborg) teil:

## Herren
- 110 m Hürden: Elton Bitincka
- Weitsprung: Admir Bregu
- Hammerwurf: Dorian Çollaku

## Damen
- 200 m: Klodiana Shala
- 400 m: Klodiana Shala